# 알라라 칼라마
알라라 칼라마(Alara Kalama)는 석가모니의 두번째 명상 스승이다. 아라라 선인(阿羅羅 仙人)이라고도 부른다. 수론파의 수행자였다. 그는 칼라마족 출신이었다.

## 생애
석가모니가 출가했을 당시, 인도에서 가장 유명한 명상 스승이었다. 석가모니가 깨닫고 난 뒤에는 석가모니 교단을 따라다녔다.
싯다르타에게 "지혜의 배를 타고 고통의 바다를 건너가라"고 말했다. 반야심경의 주문이 "피안으로 함께 가자 고통을 이겨내고"라는 뜻을 가지고 있다.
싯다르타가 29세에 출가했을 당시, 알라라 칼라마는 120세였다. 16세에 출가해 104년째 수행을 하고 있었다. 300명의 제자가 있었다. 신입 수행자를 받을 때는 시험도 치르지만, "특별한 가능성"을 본 싯다르타에게는 면제했다.
한국 불교에서도 이런 전통으로 한때는 행자와 사미의 절치를 밟지 않고, 고승이 새로 출가한 제자에게서 "특별한 가능성"을 본 경우에는, 만나자마자 바로 삭발을 하여 즉시 구족계를 주는 관행이 있었다. 현재는 금지되었다.